# Universal Animation Studios
Universal Animation Studios (prije znan i kao Universal Cartoon Studios) je animacijski studio Universal Studiosa.
Najpoznatiji je po produciranju nastavaka filmova iz srodnih studija kao što su "Amblimation", "Sullivan Bluth Studios" i "MGM Animation".

## Filmografija
Filmovi
Kao Universal Cartoon Studios
- Zemlja daleke prošlosti 2: Avantura u velikoj dolini (1994.)
- Zemlja daleke prošlosti 3: Vrijeme davanja (1995.)
- Zemlja daleke prošlosti 4: Putovanje kroz zemlju magle (1996.)
- Zemlja daleke prošlosti 5: Tajanstveni otok (1997.)
- Hercules and Xena – The Animated Movie: The Battle for Mount Olympus (1998.)
- Zemlja daleke prošlosti 6: Tajna Saur stijene (1998.)
- Alvin i vjeverice upoznaju Frankesteina (1999.)
- Američka priča 3: Blago Manhattana (2000.)
- Američka priča 4: Manhattansko čudovište (2000.)
- Alvin i vjeverice upoznaju vukodlaka (2000.)
- Zemlja daleke prošlosti 7: Kamen hladne vatre (2000.)
- Zemlja daleke prošlosti 8: Ciča zima  (2001.)
- Balto 2: Vučja potraga (2002.)
- Zemlja daleke prošlosti 9: Putovanje do velike vode (2002.)
- Zemlja daleke prošlosti 10: Velika seoba dugovratih (2003.)
- Van Helsing: Londonski zadatak (2004.)
- Zemlja daleke prošlosti 11: Invazija dinića (2005.)
- Balto 3: Na krilima promjene (2005.)
- The Adventures of Brer Rabbit (2006.)

Kao Universal Animation Studios
- Znatiželjni George (2006.)
- Zemlja daleke prošlosti 12: Dan letača (2007.)
- Zemlja daleke prošlosti 13: Lukavi prijatelji (2007.)
- Priča o mišu zvanom Despero (2008.)
- Znatiželjni George 2 (2010.)
- Kako je Gru ukrao mjesec (2010.)

Kratki
Televizijska serija
Kao Universal Cartoons
- Back to the Feature (1991)
- Fievel American Tails (1992) ko-proizvodnja s Amblin Television i Nelvana
- The Savage Dragon (1995) ko-produizvodnje s Lacewood Productions (1995), P3 Entertainment, USA Network i Studio B Productions (1996)
- Vor-Tech: Undercover Conversion Squad (1996) ko-proizvodnje s Edition Dupuis SA, Mediatoon Distrubation i Lacewood Productions
- Problem Child (1993-1995) ko-proizvodnje s D Ocon (1993) i Lacewood Productions (1994)
- New Woody Woodpecker Show (1999)
- Earthworm Jim (1995) ko-proizvodnje s Flextech plc. I Shiny Entertainment
- The Mummy

Kao Universal Animation Studios
- Znatiželjni George (2006-2022) ko-proizvodnje s Imagine Entertainment i WGBH-TV
- Zemlja daleke prošlosti (2007-2008) kao-proizvodnje s Amblin Television

Specijal
- A Wish for Wings That Work (1991) (ko-proizvodnja s Amblin Television) (Kao Universal Cartoon Studios)
- Znatiželjni George Praznice (2006) (ko-proizvodnje s Imagine Entertainment i WGBH-TV) (Kao Universal Animation Studios)

## Unutarnje poveznice
Srodni studiji:
- Amblimation
- Fox Animation Studios
- MGM Animation
- Sullivan Bluth Studios